# Municipio de Freedom (condado de Henry)
El municipio de Freedom (en inglés: Freedom Township) es un municipio ubicado en el condado de Henry en el estado estadounidense de Ohio. En el año 2010 tenía una población de 946 habitantes y una densidad poblacional de 15,47 personas por km².

## Geografía
El municipio de Freedom se encuentra ubicado en las coordenadas 41°27′25″N 84°10′18″O / 41.45694, -84.17167. Según la Oficina del Censo de los Estados Unidos, el municipio tiene una superficie total de 61.16 km², de la cual 61,16 km² corresponden a tierra firme y (0 %) 0 km² es agua.

## Demografía
Según el censo de 2010, había 946 personas residiendo en el municipio de Freedom. La densidad de población era de 15,47 hab./km². De los 946 habitantes, el municipio de Freedom estaba compuesto por el 97,36 % blancos, el 0,21 % eran afroamericanos, el 0,32 % eran asiáticos, el 0,21 % eran isleños del Pacífico, el 1,37 % eran de otras razas y el 0,53 % eran de una mezcla de razas. Del total de la población el 3,81 % eran hispanos o latinos de cualquier raza.